# Trichoniscoides jeanneli
Trichoniscoides jeanneli är en kräftdjursart som beskrevs av Albert Vandel 1952B. Trichoniscoides jeanneli ingår i släktet Trichoniscoides och familjen Trichoniscidae.

## Underarter
Arten delas in i följande underarter:
- T. j. aragonensis
- T. j. jeanneli